# 2. hokejová liga SR 1998/1999
Sezóna 1998/1999 byla 6. ročníkem 2. slovenské hokejové ligy. Vítězem se stal tým HK 95 Považská Bystrica, který úspěšně postoupil do baráže o 1. hokejovou ligu, ve které neuspěli. Z 1. ligy sestoupili HK 31 Setra Kežmarok, HK VTJ Vagónka-AŽD Trebišov, HK VTJ Marat Piešťany a ŠHK Danubia 96 Bratislava.

## Systém soutěže
Soutěž byla změněna oproti rozdělena ze tři skupin do jedné kvůli odhlášení několika mužstev. Celkem se jich zúčastnilo 11 týmů, o polovinu miň než z předešlé sezony. Celkem se odehrálo dvacet zápasů (1x venku a doma). Bodový systém byl stejný z předešlé sezony, za výhru se získalo dva body, za remízu jeden bod a za prohru nezískal klub žádný bod. Nejlepší tým ze základní části postoupil do baráže o 1. hokejovou ligu. Ze soutěže se nesestupovalo.

## Základní část
|  | Postupující do baráže |

| Poř. | Tým                     | Z  | B  | V  | R | P  | Skóre  | +/–  |
| ---- | ----------------------- | -- | -- | -- | - | -- | ------ | ---- |
| 1    | HK 95 Považská Bystrica | 20 | 38 | 19 | 0 | 1  | 130:29 | +101 |
| 2    | HK Dolný Kubín          | 20 | 32 | 16 | 0 | 4  | 107:59 | +48  |
| 3    | VTJ Levice              | 20 | 31 | 14 | 3 | 3  | 118:64 | +54  |
| 4    | HKM Rimavská Sobota     | 20 | 26 | 12 | 2 | 6  | 110:54 | +56  |
| 5    | HK Liesek               | 20 | 22 | 11 | 0 | 9  | 93:86  | +7   |
| 6    | HC 46 Bardejov          | 20 | 16 | 7  | 2 | 11 | 72:98  | –26  |
| 7    | HK Slovan Trstená       | 20 | 14 | 6  | 2 | 12 | 67:103 | –36  |
| 8    | HKm Detva               | 20 | 13 | 5  | 3 | 12 | 78:92  | –14  |
| 9    | Retir Sľažany           | 20 | 10 | 4  | 2 | 14 | 65:112 | –47  |
| 10   | HK Brezno               | 20 | 10 | 4  | 2 | 14 | 55:114 | –59  |
| 11   | Iskra Partizánske       | 20 | 8  | 4  | 0 | 16 | 43:127 | –84  |

## Baráž o postup
- HK 95 Považská Bystrica - HK VTJ Wagon Slovakia Trebišov 1:2 na zápasy (1:5, 5:1, 3:5)